# شارکا اپس
شارکا اپس (به انگلیسی: Shareeka Epps) (زاده ۱۱ ژوئیهٔ ۱۹۸۹) بازیگر آمریکایی است.
از فیلم‌های معروف او می‌توان به بازی در فیلم‌های فصل برنده، مادر و فرزند اشاره کرد.